# كاندي جيم تايلور
كاندي جيم تايلور (بالإنجليزية: Candy Jim Taylor)‏ هو لاعب كرة قاعدة أمريكي، ولد في 1 فبراير 1884 في أندرسون في الولايات المتحدة، وتوفي في 3 أبريل 1948 في شيكاغو في الولايات المتحدة.